# Eleição presidencial no Nepal em 2008
Eleições presidenciais indiretas foram realizadas no Nepal em 2008, o primeiro turno foi realizado em 19 de julho e o segundo turno em 21 de julho. A Assembleia Constituinte do Nepal elegeu Ram Baran Yadav como primeiro presidente do Nepal após a proclamação da república.

## Resultados

### Presidente
| Candidato                 | Partido                              | Primeira turno | Primeira turno | Segunda turno | Segunda turno |
| Candidato                 | Partido                              | Votos          | %              | Votos         | %             |
| ------------------------- | ------------------------------------ | -------------- | -------------- | ------------- | ------------- |
| Ram Baran Yadav           | Congresso Nepalês                    | 283            | 51.18          | 308           | 52.20         |
| Ramraja Prasad Singh      | Partido Comunista do Nepal (Maoísta) | 270            | 48.82          | 282           | 47.80         |
| Total                     | Total                                | 553            | 100.0          | 590           | 100.0         |
|                           |                                      |                |                |               |               |
| Votos válidos             | Votos válidos                        | 553            | 95.84          |               |               |
| Votos inválidos/em branco | Votos inválidos/em branco            | 24             | 4.16           |               |               |
| Total de votos            | Total de votos                       | 577            | 100.0          |               |               |
| Fonte:                    |                                      |                |                |               |               |

### Vice-presidente
| Candidato       | Partido                                    | Votos | %      |
| --------------- | ------------------------------------------ | ----- | ------ |
| Parmanand Jha   | Fórum dos Direitos do Povo Madhesi (Nepal) | 305   | 55.66  |
| Shanta Shrestha | Partido Comunista do Nepal (Maoísta)       | 243   | 44.34  |
| Total           | Total                                      | 548   | 100.00 |
|                 |                                            |       |        |
| Fonte:          |                                            |       |        |